# ریدار بورگرشن
ریدار بورگرشن (انگلیسی: Reidar Borgersen؛ زادهٔ ۱۰ آوریل ۱۹۸۰) دوچرخه‌سوار اهل نروژ است.